# Ylenia Zobec
Ylenia Zobec, poročena Ylenia Zobec Mihelič, slovenska pevka zabavne glasbe in gledališka igralka, * 24. april 1986, Trst.

## Življenjepis
Odraščala je v Trstu kot hči zamejskih Slovencev. 
S petjem je pričela v otroških pevskih zborih, leta 2001 se je z nastopom na  Melodijah morja in sonca predstavila na večjih odrih, kasneje je nastopila tudi na Slovenski popevki ter Emi. Leta 2003 je na Slovenski popevki prejela priznanje za najboljšo debitantko, kasneje pa tudi za najboljšo pesem in najboljši nastop.
Z Danielom Malalanom je leta 2008 nastopila v oddaji Zvezde pojejo s skladbama »Vivo per lei« in »Prisluhni mi«. V oddaji Zvezde pojejo je nastopila tudi z Omarjem Naberjem s skladbo »Stop«. 
Kot gledališka igralka je sodelovala kot del ansambla SNG Nova Gorica v predstavah Bakhantke (v sezoni 2006/07) in Duohtar pod mus (v sezoni 2007/2008).
Marca 2013 je diplomirala na Fakulteti za arhitekturo Univerze v Trstu.

## Zasebno
Pred leti se je iz Trsta preselila v Sodražico, kjer živi z možem Tadejem Miheličem, ki je prav tako glasbenik. Poročila sta se leta 2017. Imata hčer Saro in sina Mateja (* 2025).

## Festivali

### Melodije morja in sonca

#### Otroška kategorija
- 1996: Poletje (Enzo Hrovatin - Nelfi Depangher - Enzo Hrovatin)
- 1997: Scooter mojih sanj (Edi Meola - Giuliana Sidari) – 1. mesto

#### Najstniška kategorija
- 1999: Nekam drugam (G. Argentin - Drago Mislej - G. Argentin) – 1. mesto

#### Pop večer
- 2001: Simfonija (Patrik Greblo - Nelfi Depangher - Patrik Greblo)
- 2002: Most (M. Marchesich - Drago Mislej - Patrik Greblo) – nagrada strokovne žirije za najboljši aranžma
- 2003: Z zaprtimi očmi (Patrik Greblo - Urša Mravlje Fajon - Patrik Greblo)
- 2004: Ne, ne bom (Marino Legovič - Damjana Kenda Hussu - Marino Legovič)
- 2013: Ci riuscirai (Matjaž Vlašič - Ylenia Zobec - Tadej Mihelič) – nagrada strokovne žirije za najboljši aranžma, 3. mesto (27 točk)

### Slovenska popevka
- 2003: Vsega je preveč (Marino Legovič - Drago Mislej - Igor Lunder) – nagrada strokovne žirije za najboljšega debitanta, 10. mesto (582 telefonskih glasov)
- 2004: Samo (Marino Legovič - Damjana Kenda Hussu - Marino Legovič, Patrik Greblo) – nagrada strokovne žirije za najboljšo skladbo v celoti, nagrada strokovne žirije za najboljšega izvajalca, 2. mesto (2.403 telefonskih glasov)
- 2005: Ne razumem (Marino Legovič - Damjana Kenda Hussu - Marino Legovič, Patrik Greblo) – nagrada strokovne žirije za najboljšo skladbo v celoti, nagrada strokovne žirije za najboljšo izvedbo, 7. mesto (1.090 telefonskih glasov)
- 2007: Ne računaj name (Marino Legovič - Damjana Kenda Hussu - Grega Forjanič) – nagrada strokovne žirije za najboljše besedilo, 10. mesto (383 telefonskih glasov)

### EMA
- 2004: Tvoj glas (Marino Legovič - Damjana Kenda Hussu - Marino Legovič) – 6. mesto (7 točk)
- 2006: Hokus pokus (Marino Legovič - Damjana Kenda Hussu - Marino Legovič) – 7. mesto (12 točk)
- 2008: Našel si me (Marino Legovič - Damjana Kenda Hussu - Marino Legovič)
- 2010: Priznam (Tadej Mihelič - Ylenia Zobec - Tadej Mihelič, Miha Gorše)

### Hit festival
- 2004: Živim (Marino Legovič - Damjana Kenda Hussu - Marino Legovič) – 1. nagrada strokovne žirije za najboljšo glasbo, 1. nagrada strokovne žirije za najboljše besedilo, 3. mesto

## Diskografija
- Živim (2004)

1. Živim (Marino Legovič/Damjana Kenda Hussu/Marino Legovič)
2. Samo (Marino Legovič/Damjana Kenda Hussu/Marino Legovič)
3. Tvoj glas (Marino Legovič/Damjana Kenda Hussu/Marino Legovič)
4. Barve neona (Marino Legovič/Damjana Kenda Hussu/Marino Legovič)
5. Vsega je preveč (Marino Legovič/Drago Mislej - Mef/Marino Legovič)
6. Most (M. Marchesich/Drago Mislej - Mef/Patrik Greblo)
7. Simfonija (Patrik Greblo/Nelfi Depangher/Patrik Greblo)
8. Ne, ne bom (Marino Legovič/Damjana Kenda Hussu/Marino Legovič)
9. Nekam drugam (L. Bollaffio, Drago Mislej - Mef/Marino Legovič)
10. Z zaprtimi očmi (Patrik Greblo/Urša Mravlje Fajon/Patrik Greblo)
11. Cos’ te pianzi (Enrico Zardini/Enrico Zardini/Marino Legovič)
12. Ne partez pas sans moi (Nella Martinetti/Atilla Şereftuğ/Patrik Greblo)